# Mathieu Kassovitz
Mathieu Kassovitz (Paris, 3 de agosto de 1967) é um ator, cenarista e diretor de cinema francês.
Dentre suas atuações merecem destaque as realizadas nos filmes Le fabuleux destin d'Amélie Poulain (2001), de Jean-Pierre Jeunet, no qual atua como Nino Quincampoix, e Munique (2005), de Steven Spielberg, no qual atua como Robert. Também é o realizador dos filmes La Haine, de 1995 e L'ordre Et La Morale, de 2011, onde também interpreta o capitão Phillipe Legorjus.

## Filmografia

### Realizador

#### Longas metragens
- 1993 : Métisse
- 1995 : La Haine
- 1997 : Assassin(s)
- 2000 : Les Rivières pourpres
- 2003 : Gothika
- 2008 : Babylon A.D.
- 2011 : L'Ordre et la Morale

#### Curtas metragens
- 1990 : Fierrot le pou
- 1991 : Cauchemar blanc
- 1992 : Assassins...
- 1996 : Lumière sur un massacre - segmento La forê
- 1998 : Article Premier

#### Outros
- 1991 : Clip Peuples du monde de Tonton David
- 2004 : Publicidade para a Société nationale des chemins de fer français
- 2008 : Clip XY de Kery James

### Actor
- 1978 : Médecins de nuit de Philippe Lefebvre , episódio : Christophe
- 1979 : Au bout du bout du banc de Peter Kassovitz
- 1981 : L'Année prochaine... si tout va bien de Jean-Loup Hubert
- 1983 : La Vie de Berlioz (telefilme em 6 episódios) de Jacques Trébouta : Berlioz jovem
- 1990 : Fierrot le Pou de Mathieu Kassovitz
- 1991 : Touch and Die
- 1992 : Un été sans histoires
- 1992 : Assassins... de Mathieu Kassovitz
- 1992 : Maigret chez les Flamands de Serge Leroy onde aparece como figurante (como polícia)
- 1993 : Métisse de Mathieu Kassovitz
- 1994 : 3000 scénarios contre un virus curta metragem : La Sirène de Philippe Lioret
- 1994 : Regarde les hommes tomber de Jacques Audiard
- 1995 : La Haine de Mathieu Kassovitz : un skinhead
- 1995 : La Cité des enfants perdus de Marc Caro et Jean-Pierre Jeunet (aparição, não creditada)
- 1996 : Un héros très discret de Jacques Audiard
- 1996 : Mon homme de Bertrand Blier
- 1996 : Des nouvelles du bon Dieu de Didier Le Pêcheur
- 1997 : Assassin(s) de Mathieu Kassovitz
- 1997 : Le Cinquième Élément de Luc Besson
- 1998 : Le Plaisir (et ses petits tracas) de Nicolas Boukhrief
- 1999 : Jakob le menteur de Peter Kassovitz
- 2001 : Le Fabuleux Destin d'Amélie Poulain de Jean-Pierre Jeunet
- 2001 : Nadia  de Jez Butterworth
- 2002 : Astérix & Obélix: Mission Cléopâtre de Alain Chabat
- 2002 : Amen. de Costa-Gavras
- 2005 : Munique de Steven Spielberg
- 2007 : Louise Michel de Gustave Kervern e Benoît Delépine
- 2011 : The Prodigies de Antoine Charreyron
- 2011 : L'Ordre et la Morale de Mathieu Kassovitz
- 2012 : La Vie d'une autre de Sylvie Testud
- 2012 : Piégée (Haywire) de Steven Soderbergh
- 2012 : Le Guetteur de Michele Placido
- 2013 : Angélique de Ariel Zeitoun
- 2014 : Vie sauvage de Cédric Kahn
- 2014 : Un illustre inconnu de Matthieu Delaporte
- 2014 : Le Bureau des légendes de Eric Rochant (TV)
- 2015 : Guerre et Paix de Tom Harper (minissérie da BBC)
- 2016 : Le Gang des antillais de Jean-Claude Barny
- 2016 : Happy End de Michael Haneke
- 2017 : Valérian et la Cité des mille planètes de Luc Besson

### Productor
- 1995 : La Haine de Mathieu Kassovitz
- 1997 : Assasins de Mathieu Kassovitz
- 2005 : Nèg marron de Jean-Claude Flamand Barny
- 2006 : Les Paumes blanches de Szabolcs Hajdu
- 2006 : Demain la veille de Julien Lecat e Sylvain Pioutaz
- 2007 : Louise Michel de Gustave Kervern e Benoît Delépine
- 2008 : Enfants de Don Quichotte (Acte 1)
- 2008 : Johnny Mad Dog de Jean-Stéphane Sauvaire
- 2011 : L'Ordre et la Morale de Mathieu Kassovitz

### Editor
- 1995 : La Haine de Mathieu Kassovitz
- 1997 : Assasins de Mathieu Kassovitz
- 2011 : L'Ordre et la Morale de Mathieu Kassovitz

### Narrador
- 2007 : La Traque des Nazis de Isabelle Clarke e Daniel Costelle
- 2009 : Apocalypse, la Seconde Guerre mondiale de Isabelle Clarke e Daniel Costelle
- 2011 : Apocalypse, Hitler d'Isabelle Clarke e Daniel Costelle
- 2014 : Apocalypse, la Première Guerre mondiale de Isabelle Clarke e Daniel Costelle
- 2015 : Apocalypse Staline de Isabelle Clarke e Daniel Costelle
- 2016 : Apocalypse Verdun de Isabelle Clarke e Daniel Costelle